# That's the Trouble
«That's the Trouble» (español: Ese es el problema) es el tercer sencillo de la cantante y actriz jamaicana Grace Jones, lanzado en 1976 como cara B del sencillo "Sorry". La canción fue incluida en su álbum debut Portfolio, publicado en 1977. En determinados territorios, el sencillo fue lanzado como un sencillo de doble cara. "That's the Trouble" fue relanzado como sencillo en Francia en 1984, tanto en 7" y 12", que también incluye una versión instrumental. Tanto la versión original y la instrumental de "That's the Trouble" y los mix en 12" siguen siendo inéditos en CD.

## Lista de canciones
- US 12" single (1976) Beam Junction 12 BJ1001

1. «That's the Trouble» (Versión extendida)  - 7:02
2. «Sorry» (Versión extendida)  - 6:42

- FR 12" single (1976)  900.071

1. «That's the Trouble» (Versión extendida)  - 7:02
2. «Sorry» (Versión extendida)  - 6:43

- FR 7" single (1984)

1. «That's the Trouble»  - 3:58
2. «Sorry»  - 3:30

- FR 12" single (1984)

1. «That's the Trouble»
2. «That's the Trouble» (Instrumental)
3. «I Need a Man»
4. «Sorry»

- IT 12" single (1976)  DBR 9201

1. «That's the Trouble»
2. «Sorry»

- JP 7" promo

1. «That's the Trouble»
2. «Sorry»